# Agnesia
Agnesia is een geslacht uit de grassenfamilie (Poaceae). De soorten van dit geslacht komen voor in Zuid-Amerika.

## Soorten
De Catalogue of New World Grasses [11 december 2010] erkent de volgende soort:
- Agnesia lancifolia